# Jorge Elorduy
Jorge Elorduy Astigarraga más conocido como Jorge Elorduy (nacido en Bilbao el 3 de junio de 1970) es un entrenador de baloncesto español que actualmente es entrenador de Astros de Jalisco de la CIBACOPA de México.

## Trayectoria deportiva
Jorge inició su carrera en el Patronato de Bilbao (EBA/2000-2001) para a continuación, desempeñar funciones de técnico ayudante en el Aguas de Calpe (LEB 2) y el Bilbao Basket (LEB).
Posteriormente, como entrenador principal dirigió al Santurtzi (EBA/2003-2004), Alerta Lobos Cantabria (LEB/2004-2006), Lan Mobel (EBA/2006) y Gijón Baloncesto (LEB Plata/2006-2008), Melilla (LEB Oro/2009-2011) y Santurtzi (EBA/2011-2013).
Elorduy estuvo al frente del cuerpo técnico del combinado femenino paraguayo entre agosto y octubre de 2011 para preparar el torneo preolímpico que tuvo lugar en Colombia y que completó con una victoria, ante Jamaica, y tres derrotas en los partidos con Brasil, Canadá, y México.
El entrenador vizcaíno dejó de ser entrenador del Santurtzi, de la Liga EBA, y ex seleccionador femenino de Paraguay, para ser técnico del Libertad de Asunción, donde se proclamaría campeón de liga.
En el 2014 tras otra temporada en Club Libertad de Paraguay, acude con la selección al Sudamericano de Ecuador donde cosechan el 6 puesto
Tras esta temporada se da su pase al club Sol de América, donde lleva tanto el equipo masculino como el femenino, saliendo campeón del Femenino en el Clausura y el Absoluto, y acabando Finalista en la rama Masculina, perdiendo la final con Club Libertad.
Temporada 2016, se da la continuidad en el Club Sol de América (Asunción), donde lograría el Apertura, Clausura y Absoluto con el Femenino. También acude con la selección al Sudamericano de Venezuela, mejorando la anterior clasificación, y logrando el 5 lugar que da acceso al Premundial del 2017.
En 2017, regresa a España para entrenar al Club Deportivo Promete de Logroño que milita en la Liga Femenina de Baloncesto de España. En enero de 2018, es cesado como entrenador debido a los resultados negativos de las últimas jornadas.
En verano de 2018, se compromete con Bilbao Basket para ser el entrenador ayudante de Álex Mumbrú para jugar en Liga LEB Oro e intentar devolver al club bilbaíno a la máxima categoría del baloncesto español.
En febrero de 2020 sustituye a José Luis Cubillo y dirige al CB Tizona de la Liga LEB Plata con el que conseguiría el ascenso a la Liga LEB Oro.
El 28 de noviembre de 2020, es destituido como entrenador del CB Tizona de la Liga LEB Oro, tras un mal arranque de temporada.
El 10 de diciembre de 2020, firma por el Club Ourense Baloncesto de la Liga LEB Oro, para ser asistente de Gonzalo García de Vitoria.

## Clubs
- 2000-2001 SD Patronato Bilbao. Liga EBA.
- 2001-2002 CB Calpe Aguas de Calpe LEB2
- 2002-2003 Bilbao Basket. Segundo Entrenador. Liga LEB.
- 2003-2004 Santurtzi SK. Liga EBA.
- 2004-2006 Cantabria lobos. Liga LEB.
- 2006-2008 Gijón Baloncesto. Liga LEB.
- 2009-2011 Melilla Baloncesto. Liga LEB.
- 2011 Selección de baloncesto de Paraguay Femenino. Preolímpico de Colombia
- 2011-2013 Santurtzi SK. Liga EBA.
- 2013-2014 Club Libertad. Liga LEB.
- 2014-2015 Selección de baloncesto de Paraguay Femenino. Sudamericano de Ecuador
- 2013-2014 Club Libertad. Liga LEB.
- 2015-2017 Club Sol de América (Asunción) Femenino.
- 2015-2017 Club Sol de América (Asunción) Masculino.
- 2016 Selección de baloncesto de Paraguay Femenino. Sudamericano de Venezuela
- 2017-2018 Club Deportivo Promete. LF1
- 2018-2019 Bilbao Basket. Segundo Entrenador. Liga LEB Oro
- 2019 Santurtzi SK. Liga EBA.
- 2019-2020 CB Tizona. Entrenador. Liga LEB Oro
- 2020-Act. Club Ourense Baloncesto. Asistente. Liga LEB Oro
- 2021-2022. Astros de Jalisco. Asistente. Liga Nacional de Baloncesto Profesional de México
- 2023. Astros de Jalisco. Entrenador CIBACOPA de México